# Wet openbaarheid van bestuur
De Wet openbaarheid van bestuur (Wob) uit 1991 regelde de openbaarheid van bestuur door openbaarmaking van informatie door de Nederlandse overheid. De wet was de opvolger van de Wob 1978, die op 1 mei 1980 in werking was getreden. 
De regulering van hergebruik van openbare informatie was oorspronkelijk onderdeel van de Wob, maar is in 2015 verplaatst naar de Wet hergebruik van overheidsinformatie. Per 1 mei 2022 is de Wob vervangen door de Wet open overheid (Woo).

## Doel en werkingsgebied
De wet garandeerde een ieder de mogelijkheid om informatie over een bestuurlijke aangelegenheid bij een bestuursorgaan op te vragen. De wet had betrekking op ministeries, provincies, gemeenten, waterschappen, publiekrechtelijke organisaties, en bedrijven of instellingen die onder verantwoordelijkheid hiervan vielen, zoals ziekenhuizen en openbare scholen.
De wet begint als volgt:
Alzo wij in overweging genomen hebben, dat het, mede gelet op artikel 110 van de Grondwet, met het oog op een goede en democratische bestuursvoering wenselijk is gebleken de regelen met betrekking tot de openheid en openbaarheid van bestuur aan te passen en deze zo veel mogelijk in de wet op te nemen.
De Wob had als juridische uitgangspunt dat openbaarmaking een plicht is van elk bestuursorgaan. Geheimhouding hoorde altijd een – gemotiveerde – uitzondering te blijven. Persoonlijke beleidsopvattingen, privacygevoelige informatie zoals strafbladen en stukken die concurrentiegevoelige informatie van bedrijven bevatten, waren uitgesloten van de mogelijkheid om ze met een beroep op de wet Wob in te zien. Maar ook hierop waren uitzonderingen mogelijk gemaakt door de rechter en het Verdrag van Aarhus. Het vakgebied van de overheidscommunicatie en -informatie kreeg door de Wob een juridisch fundament.
De Wob was geen documentenwet zoals de openbaarheidsregels bij de Europese Unie, van de VS en van bijvoorbeeld Zweden, maar een informatiewet. Het ging om de informatie die reeds vastgelegd was, ongeacht de gegevensdrager. Zo kon het ook om informatie gaan op een USB-stick of harde schijf, om een foto, aantekeningen op een gele memosticker of een SMS-bericht op de zakelijke telefoon van een ambtenaar. De overheid had het laatste woord over de vorm van de gegevensverstrekking; dat kon ook mondeling zijn. Vooral journalisten beriepen zich op de Wob.
Het samenstellen van totaal nieuwe documenten uit bestaande documenten was geen onderdeel van de Wob. Echter, informatie zoals metadata die tijdens normale werkzaamheden van ambtenaren zichtbaar is op een scherm kon middels een schermafdruk verstrekt worden en viel daarom binnen de Wob.

## Behandeling van verzoeken
Alhoewel vormvrij mocht elk bestuursorgaan voor Wob-verzoeken kiezen of ze naast schriftelijk (op papier) ook digitaal ingediend mochten worden.Voor het verstrekken van kopieën van documenten op een Wob-verzoek mocht de rijksoverheid een vergoeding in rekening brengen. De hoogte hiervan is vastgelegd in het Besluit tarieven openbaarheid van bestuur.
Naast een definitie van de gewenste informatie diende een Wob-verzoek ook expliciet een document of de bestuurlijke aangelegenheid te vermelden waar de informatie betrekking op had zoals gedefinieerd in artikel 1 onder b Wob.
Een aanvraag hoefde de bestuurlijke aangelegenheid of het gewenste document niet expliciet te vermelden als voldoende duidelijk was waar het om gaat. Indien het bestuursorgaan hier toch behoefte aan had, dan werd de indiener in tweede instantie gevraagd deze informatie alsnog te verschaffen.

### Beslistermijn
De beslistermijn is de tijd tussen het openbaarmakingsverzoek en de honorering of (gedeeltelijke) afwijzing. De gevraagde informatie moest tegelijk met de beslissing van het bestuursorgaan over het wel of niet inwilligen van het openbaarmakingsverzoek worden verstrekt aan de verzoeker.
De beslistermijn was vier weken, uitgezonderd Wob-verzoeken met betrekking tot milieu-informatie waarbij de beslistermijn twee weken esd. Deze termijnen golden sinds de invoering van de Wet dwangsom en beroep bij niet tijdig beslissen. Daarvoor gold voor alle Wob-verzoeken een beslistermijn van twee weken. Een bestuursorgaan had de mogelijkheid de beslissing te verdagen met nog eens vier weken, maar moest dit wel schriftelijk laten weten vóór het verstrijken van de eerste termijn van vier weken. Daarnaast kon de termijn opgeschort worden indien een derde gehoord moet worden, bijvoorbeeld ter beoordeling of informatie concurrentiegevoelig was.
Bij overschrijding van de maximale termijn voor de beslissing kon een bezwaarschrift ingediend worden tegen het niet-tijdig beslissen volgens artikel 15a Wob. Daarnaast bleef altijd het aantekenen van beroep mogelijk bij de bestuursrechter twee weken na een ingebrekestelling. Bij succes kreeg de indiener dan de griffiekosten terug en werd aan het bestuursorgaan een boete opgelegd, waarbij een bedrag van €100 gangbaar begint te worden.

### Misbruik
Er zijn drie vormen van Wob-misbruik te onderscheiden: geld verdienen aan misbruik van de wettelijk vastgestelde beslistermijn, pogingen om het bestuursorgaan te frustreren en/of vertragen en "obsessief streven tot openbaarmaking". In een onderzoek uit 2010 naar omvangrijke en oneigenlijke Wob-verzoeken gaven overheden aan dat men bij gemiddeld 44% van de verzoeken een oneigenlijke grond vermoedde, waarvan 21% gericht op geldelijk gewin.
Op 1 oktober 2016 trad de Wet voorkoming misbruik Wob in werking. De Wet dwangsom en beroep was toen niet langer van toepassing op de Wob.

### Rutte-doctrine
De Rutte-doctrine heeft ook invloed op de manier waarop de overheid omgaat met transparantie en openbaarheid van informatie, vooral in het kader van de Wet openbaarheid van bestuur (Wob). De Wob stelt dat overheidsinstanties verplicht zijn documenten en informatie openbaar te maken, tenzij er sprake is van een zwaarwegend belang om deze informatie niet vrij te geven, zoals de bescherming van de privacy of de veiligheid van het land. De kritiek op de toepassing van de Rutte-doctrine op de Wob was met name dat er te vaak gebruik werd gemaakt van een strikte interpretatie van uitzonderingsgronden, wat leidde tot het onthouden van belangrijke informatie aan de burger.

### Wobben
Regelmatig moesten journalisten en anderen deze wet gebruiken om informatie op te eisen die eerder geweigerd werd. Dat wordt wobben genoemd. De Wob verplichtte de overheid trouwens niet alleen om informatie desgevraagd openbaar te maken: een onderbelicht feit is dat zij dit ook uit eigen beweging hoorde te doen, zodra dat goed is voor de democratie. Openbaarheid is als rechtstoestand door rechters vast te stellen, maar openheid (een mentaliteit) niet.

### Wobstructie
Bij de toepassing van de Wob werd de overheid soms verdacht van wobstructie. Bij wobstructie probeerde een overheid – een gemeente, provincie, ministerie of andere overheidsorganisatie – bewust informatie die via de Wob wordt opgevraagd achter te houden. Dat kon door de stukken niet goed te archiveren en als ze worden opgevraagd te beweren dat ze de documenten niet kunnen vinden, door tijd te rekken of door stukken ten onrechte geheim verklaren.
In 2020 werd gemeld dat in Noord-Holland gemeenten en provincie steeds meer documenten geheim houden, vooral financiële stukken en bouwplannen. De jurist Roger Vleugels stelde in 2018: "Nergens moet je zo lang wachten op openbaarmaking van overheidsstukken als in Nederland" "En in tachtig procent van de gevallen wordt zelfs die termijn nog overschreden". Volgens Vleugels worden ambtenaren geschoold in het traineren van verzoeken.
Journalist René Lukassen berichtte over een trucje van het ministerie van Financiën, dat bepaalde stukken bij een notaris onderbracht, zodat zij niet via Wob-verzoeken hoefden te worden getoond. Dat was rond een onderzoek over de ondergang van DSB Bank en verzekeraar SNS REAAL.
Met een puntental van 82 bij een maximum van 150 stond Nederland in 2020 wereldwijd op de 73e plaats van de 'Right To Information'-ranglijst, die weergeeft hoe toegankelijk publieke informatie is, een oordeel dat gebaseerd is op de Wob. De beoordeling dateert overigens uit 2016. De Europese Unie komt op 96 punten via de beoordeling van een aantal verdragsteksten.

## Uitvoering door de rijksoverheid
| Ingediende Wob-verzoeken per kerndepartement |       |       |       |       |       |        |
| Ministerie                                   | 2014  | 2015  | 2016  | 2017  | 2018  | Totaal |
| Algemene Zaken                               | 50    | 93    | 60    | 31    | 51    | 285    |
| Binnenlandse Zaken & Koninkrijksrelaties     | 62    | 66    | 55    | 64    | 83    | 330    |
| Buitenlandse Zaken                           | 86    | 120   | 109   | 83    | 101   | 499    |
| Defensie                                     | 133   | 151   | 175   | 130   | 133   | 722    |
| Economische Zaken & Klimaat                  | 117   | 100   | 100   | 100   | 95    | 512    |
| Landbouw, Natuur & Voedselkwaliteit          | -     | -     | -     | -     | 42    | 42     |
| Financiën (1)                                | 131   | 144   | 132   | 164   | 149   | 720    |
| Infrastructuur & Waterstaat                  | 76    | 85    | 82    | 62    | 73    | 378    |
| Justitie en Veiligheid (2)                   | 28    | 33    | 24    | 178   | 162   | 425    |
| Onderwijs, Cultuur & Wetenschap              | 228   | 161   | 109   | 90    | 92    | 680    |
| Sociale Zaken & Werkgelegenheid (3)          | 240   | 260   | 216   | 217   | 259   | 1.102  |
| Volksgezondheid, Welzijn & Sport (4)         | 185   | 192   | 197   | 173   | 137   | 884    |
| Totaal                                       | 1.336 | 1.405 | 1.259 | 1.292 | 1.377 | 6.669  |

- (1) Inclusief DG Belastingdienst.
- (2) De jaren 2014–2016 betreffen alleen de Wob-verzoeken die door de Directie Wetgeving en Juridische Zaken (Wob-verzoeken die zien op het SG- en pSG-cluster) zijn behandeld. Overige Wob-verzoeken werden decentraal behandeld. De totale aantallen Wob-verzoeken die door het kerndepartement worden behandeld, liggen daarmee vele malen hoger. Zie ter vergelijk de jaren 2017–2018, met de cijfers van het hele kerndepartement.
- (3) Inclusief Inspectie SZW.
- (4) Inclusief CIBG en de Inspectie Gezondheidszorg en Jeugd.

### Beperkingen
De Raad van State heeft een uitzondering gemaakt voor de correspondentie die tussen koning en ministerraad gevoerd wordt en bij het Kabinet van de Koning berust. De Raad van State beschouwt het Kabinet van de Koning niet als een bestuursorgaan. Ook correspondentie tussen de Prins van Oranje en het Kabinet van de Koning valt volgens de bestuursrechter niet onder de Wob.
Wanneer een stuk van de ministerraad in het Koninklijk Huisarchief is beland kan het noch met een beroep op de archiefwet noch met de Wob worden ingezien.

## Landelijke publicatie
Eenmaal geopenbaarde informatie werd niet centraal geregistreerd. Als alternatief werd via het project Open Wob informatie verzameld en gepubliceerd in een gestandaardiseerd formaat, die via de website kon worden opgezocht en ingezien. Open Wob is onderdeel van het Actieplan Open Overheid, waar gemeenten sinds 2018 vrijwillig aan kunnen deelnemen. Open Wob valt onder het project "Open Data" van de Open State Foundation (OSF).

## Wet open overheid
De Wet open overheid (Woo) vervangt sinds mei 2022 de Wob, en komt met een verplichting tot actief publiceren van Wob-documenten, nu Woo-documenten genoemd. Overheden kunnen er dan voor kiezen om deze informatie te publiceren via de Woo-index. Voorheen werd hier het Platform Open Overheidsinformatie (PLOOI) voor beoogd, maar de ontwikkeling van dit platform is gestopt wegens ict-beperkingen.
De Wet van 25 oktober 2021, houdende regels over de toegankelijkheid van informatie van publiek belang (Wet open overheid) en de Wet van 25 oktober 2021 tot wijziging van het voorstel van wet van de leden Snels en Sneller houdende regels over de toegankelijkheid van informatie van publiek belang (Wet open overheid) (Wijzigingswet Woo)  zijn op 1 mei 2022 ingegaan.